# Municipio de Alsace
El municipio de Alsace (en inglés: Alsace Township) es un municipio ubicado en el condado de Berks en el estado estadounidense de Pensilvania. En el año 2000 tenía una población de 3.689 habitantes y una densidad poblacional de 116.7 personas por km².

## Geografía
El municipio de Alsace se encuentra ubicado en las coordenadas 40°23′14″N 75°51′30″O / 40.38722, -75.85833.

## Demografía
Según la Oficina del Censo en 2000 los ingresos medios por hogar en la localidad eran de $46,500 y los ingresos medios por familia eran $52,621. Los hombres tenían unos ingresos medios de $39,866 frente a los $25,808 para las mujeres. La renta per cápita para la localidad era de $21,385. Alrededor del 4,4% de la población estaban por debajo del umbral de pobreza.